# Нью-Кейнен (Коннектикут)
Нью-Кейнен (англ. New Canaan) — місто (англ. town) в США, в окрузі Ферфілд штату Коннектикут. Населення — 20 622 особи (2020).

## Демографія
Згідно з переписом 2010 року, у місті мешкало 19 738 осіб у 7010 домогосподарствах у складі 5400 родин. Було 7551 помешкання
Расовий склад населення:
| - 93,6 % — білих - 3,4 % — азіатів - 1,0 % — чорних або афроамериканців - 0,2 % — корінних американців |

До двох чи більше рас належало 1,4 %. Частка іспаномовних становила 2,9 % від усіх жителів.
За віковим діапазоном населення розподілялося таким чином: 32,1 % — особи молодші 18 років, 53,8 % — особи у віці 18—64 років, 14,1 % — особи у віці 65 років та старші. Медіана віку мешканця становила 43,0 року. На 100 осіб жіночої статі у місті припадало 92,6 чоловіків;  на 100 жінок у віці від 18 років та старших — 87,7 чоловіків також старших 18 років.
Середній дохід на одне домашнє господарство  становив 318 876 доларів США (медіана — 174 677), а середній дохід на одну сім'ю — 374 581 долар (медіана — 211 875). Медіана доходів становила 210 833 долари для чоловіків та 86 667 доларів для жінок. За межею бідності перебувало 3,7 % осіб, у тому числі 1,8 % дітей у віці до 18 років та 2,4 % осіб у віці 65 років та старших.
Цивільне працевлаштоване населення становило 7982 особи. Основні галузі зайнятості: фінанси, страхування та нерухомість — 27,7 %, освіта, охорона здоров'я та соціальна допомога — 19,0 %, науковці, спеціалісти, менеджери — 17,4 %.